# Gran Premio motociclistico della Repubblica Ceca 1999
Il Gran Premio motociclistico della Repubblica Ceca 1999 corso il 22 agosto, è stato il decimo Gran Premio della stagione 1999 e ha visto vincere la Honda di Tadayuki Okada nella classe 500, Valentino Rossi nella classe 250 e Marco Melandri nella classe 125.

## Classe 500
La gara venne sospesa al secondo giro a causa della caduta di James Whitham, che coinvolse anche José Luis Cardoso che lo seguiva da vicino; nell'incidente dalla Modenas KR3 del britannico si staccò il serbatoio e il carburante fuoriuscito provocò un incendio nella via di fuga. La corsa ripartì più tardi, sempre sulla distanza completa di 22 giri.

### Arrivati al traguardo
| Pos | Nº | Pilota                   | Squadra                    | Motocicletta | Giri | Tempo     | Griglia | Punti |
| --- | -- | ------------------------ | -------------------------- | ------------ | ---- | --------- | ------- | ----- |
| 1   | 8  | Tadayuki Okada           | Repsol Honda               | Honda        | 22   | 45:18.066 | 6       | 25    |
| 2   | 3  | Àlex Crivillé            | Repsol Honda               | Honda        | 22   | +0.240    | 2       | 20    |
| 3   | 10 | Kenny Roberts Jr         | Suzuki Grand Prix          | Suzuki       | 22   | +1.858    | 5       | 16    |
| 4   | 2  | Max Biaggi               | Marlboro Yamaha            | Yamaha       | 22   | +2.205    | 3       | 13    |
| 5   | 31 | Tetsuya Harada           | Aprilia Grand Prix Racing  | Aprilia      | 22   | +3.827    | 4       | 11    |
| 6   | 9  | Nobuatsu Aoki            | Suzuki Grand Prix          | Suzuki       | 22   | +4.032    | 11      | 10    |
| 7   | 5  | Alex Barros              | MoviStar Honda Pons        | Honda        | 22   | +9.815    | 8       | 9     |
| 8   | 24 | Garry McCoy              | Red Bull Yamaha WCM        | Yamaha       | 22   | +17.181   | 12      | 8     |
| 9   | 55 | Régis Laconi             | Red Bull Yamaha WCM        | Yamaha       | 22   | +17.408   | 13      | 7     |
| 10  | 15 | Sete Gibernau            | Repsol Honda               | Honda        | 22   | +17.593   | 15      | 6     |
| 11  | 17 | Jurgen van den Goorbergh | Biland GP1                 | MuZ Weber    | 22   | +32.221   | 1       | 5     |
| 12  | 14 | Juan Bautista Borja      | MoviStar Honda Pons        | Honda        | 22   | +34.519   | 14      | 4     |
| 13  | 26 | Haruchika Aoki           | F.C.C. TSR                 | TSR-Honda    | 22   | +37.566   | 16      | 3     |
| 14  | 19 | John Kocinski            | Kanemoto Honda             | Honda        | 22   | +48.323   | 10      | 2     |
| 15  | 20 | Mike Hale                | Proton KR Modenas          | Modenas KR3  | 22   | +1:10.496 | 21      | 1     |
| 16  | 68 | Mark Willis              | Buckley Systems BSL Racing | Modenas KR3  | 22   | +1:28.349 | 22      |       |

### Ritirati
| Nº | Pilota            | Squadra                 | Motocicletta | Giri | Griglia |
| -- | ----------------- | ----------------------- | ------------ | ---- | ------- |
| 6  | Norick Abe        | Antena 3 Yamaha-D'Antin | Yamaha       | 16   | 9       |
| 22 | Sébastien Gimbert | Tecmas Honda Elf        | Honda        | 12   | 20      |
| 21 | Michael Rutter    | Millar Honda            | Honda        | 12   | 23      |
| 4  | Carlos Checa      | Marlboro Yamaha         | Yamaha       | 9    | 7       |
| 52 | David De Gea      | Dee Cee Jeans Racing    | Honda        | 1    | 24      |

### Non partiti
| Nº | Pilota            | Squadra           | Motocicletta | Griglia |
| -- | ----------------- | ----------------- | ------------ | ------- |
| 7  | Luca Cadalora     | Biland GP1        | MuZ Weber    | 17      |
| 69 | James Whitham     | Proton KR Modenas | Modenas KR3  | 18      |
| 25 | José Luis Cardoso | Maxon TSR         | TSR-Honda    | 19      |

## Classe 250

### Arrivati al traguardo
| Pos | Nº | Pilota             | Squadra                    | Motocicletta | Giri | Tempo     | Griglia | Punti |
| --- | -- | ------------------ | -------------------------- | ------------ | ---- | --------- | ------- | ----- |
| 1   | 46 | Valentino Rossi    | Aprilia Grand Prix Racing  | Aprilia      | 20   | 41:48.114 | 3       | 25    |
| 2   | 6  | Ralf Waldmann      | Aprilia Germany            | Aprilia      | 20   | +0.700    | 1       | 20    |
| 3   | 4  | Tōru Ukawa         | Shell Advance Honda        | Honda        | 20   | +2.833    | 5       | 16    |
| 4   | 56 | Shin'ya Nakano     | Chesterfield Yamaha Tech 3 | Yamaha       | 20   | +6.206    | 6       | 13    |
| 5   | 19 | Olivier Jacque     | Chesterfield Yamaha Tech 3 | Yamaha       | 20   | +11.776   | 11      | 11    |
| 6   | 7  | Stefano Perugini   | Fila Watches Honda         | Honda        | 20   | +11.989   | 4       | 10    |
| 7   | 1  | Loris Capirossi    | Elf Axo Honda Gresini      | Honda        | 20   | +20.421   | 2       | 9     |
| 8   | 9  | Jeremy McWilliams  | QUB Team Optimum           | Aprilia      | 20   | +21.842   | 7       | 8     |
| 9   | 24 | Jason Vincent      | Padgetts HRC Shop          | Honda        | 20   | +30.956   | 9       | 7     |
| 10  | 21 | Franco Battaini    | FGF Battaini Racing        | Aprilia      | 20   | +34.465   | 8       | 6     |
| 11  | 44 | Roberto Rolfo      | Vasco Rossi Racing         | Aprilia      | 20   | +40.974   | 12      | 5     |
| 12  | 36 | Masaki Tokudome    | Dee Cee Jeans Racing       | TSR-Honda    | 20   | +54.621   | 16      | 4     |
| 13  | 37 | Luca Boscoscuro    | Polini                     | TSR-Honda    | 20   | +54.787   | 18      | 3     |
| 14  | 11 | Tomomi Manako      | Yamaha Kurz Aral           | Yamaha       | 20   | +59.356   | 14      | 2     |
| 15  | 14 | Anthony West       | Shell Advance Honda        | TSR-Honda    | 20   | +1:02.158 | 19      | 1     |
| 16  | 15 | David García       | Antena 3 Yamaha-D'Antin    | Yamaha       | 20   | +1:02.230 | 21      |       |
| 17  | 10 | Fonsi Nieto        | Antena 3 Yamaha-D'Antin    | Yamaha       | 20   | +1:21.428 | 25      |       |
| 18  | 41 | Jarno Janssen      | Rizla Honda                | TSR-Honda    | 20   | +1:24.496 | 20      |       |
| 19  | 22 | Lucas Oliver Bultó | Yamaha Kurz Aral           | Yamaha       | 20   | +1:37.607 | 23      |       |
| 20  | 58 | Matias Rios        | PR2 Mitsubishi             | Aprilia      | 20   | +1:50.008 | 27      |       |
| 21  | 86 | Vladimír Častka    | Slovnaft-Sport Moto        | Honda        | 20   | +1:50.168 | 26      |       |

### Ritirati
| Nº | Pilota          | Squadra                 | Motocicletta | Giri | Griglia |
| -- | --------------- | ----------------------- | ------------ | ---- | ------- |
| 12 | Sebastián Porto | Semprucci Biesse-Group  | Yamaha       | 17   | 10      |
| 18 | Scott Smart     | Sabre Docshop Racing    | Aprilia      | 15   | 22      |
| 23 | Julien Allemand | Tecmas Honda Elf        | TSR-Honda    | 10   | 13      |
| 87 | Radomil Rous    | Klub Racing Team Znojmo | Honda        | 10   | 29      |
| 17 | Maurice Bolwerk | Rizla Honda             | TSR-Honda    | 9    | 17      |
| 66 | Alex Hofmann    | Racing Factory          | TSR-Honda    | 5    | 15      |
| 89 | Lars Langer     | Muller Maler Racing     | Yamaha       | 4    | 30      |
| 73 | Aarno Visscher  | AV Racing               | Aprilia      | 2    | 28      |
| 16 | Johan Stigefelt | Edo Racing              | Yamaha       | 0    | 24      |

### Non qualificato
| Nº | Pilota         | Moto  |
| -- | -------------- | ----- |
| 88 | Lukáš Vavrecka | Honda |

## Classe 125

### Arrivati al traguardo
| Pos | Nº | Pilota               | Squadra                     | Motocicletta | Giri | Tempo     | Griglia | Punti |
| --- | -- | -------------------- | --------------------------- | ------------ | ---- | --------- | ------- | ----- |
| 1   | 13 | Marco Melandri       | Benetton Playlife           | Honda        | 19   | 41:23.897 | 3       | 25    |
| 2   | 6  | Noboru Ueda          | Givi Honda LCR              | Honda        | 19   | +11.672   | 2       | 20    |
| 3   | 5  | Lucio Cecchinello    | Givi Honda LCR              | Honda        | 19   | +11.717   | 4       | 16    |
| 4   | 8  | Gianluigi Scalvini   | Inoxmacel Fontana Racing    | Aprilia      | 19   | +11.785   | 6       | 13    |
| 5   | 41 | Yōichi Ui            | Festina-Derbi               | Derbi        | 19   | +21.012   | 8       | 11    |
| 6   | 7  | Emilio Alzamora      | Via Digital Team            | Honda        | 19   | +24.598   | 5       | 10    |
| 7   | 17 | Steve Jenkner        | Marlboro Team ADAC          | Aprilia      | 19   | +24.739   | 17      | 9     |
| 8   | 16 | Simone Sanna         | Polini                      | Honda        | 19   | +24.801   | 7       | 8     |
| 9   | 23 | Gino Borsoi          | Semprucci Biesse-Group      | Aprilia      | 19   | +24.979   | 14      | 7     |
| 10  | 21 | Arnaud Vincent       | C.C. Valencia               | Aprilia      | 19   | +40.513   | 9       | 6     |
| 11  | 26 | Ivan Goi             | Matteoni Racing             | Honda        | 19   | +41.599   | 24      | 5     |
| 12  | 4  | Masao Azuma          | Benetton Playlife           | Honda        | 19   | +41.706   | 11      | 4     |
| 13  | 78 | Klaus Nöhles         | Speed Unit                  | Honda        | 19   | +41.740   | 12      | 3     |
| 14  | 18 | Reinhard Stolz       | Polini                      | Honda        | 19   | +41.771   | 21      | 2     |
| 15  | 32 | Mirko Giansanti      | Kappa Racing                | Aprilia      | 19   | +42.289   | 10      | 1     |
| 16  | 29 | Ángel Nieto Jr       | Via Digital Team            | Honda        | 19   | +42.356   | 22      |       |
| 17  | 10 | Jerónimo Vidal       | C.C. Valencia               | Aprilia      | 19   | +42.469   | 23      |       |
| 18  | 44 | Alessandro Brannetti | Future Strategies           | Aprilia      | 19   | +1:01.337 | 20      |       |
| 19  | 20 | Bernhard Absmeier    | Mayer-Rubatto Racing        | Aprilia      | 19   | +1:01.420 | 18      |       |
| 20  | 11 | Max Sabbatani        | Matteoni Racing             | Honda        | 19   | +1:23.838 | 15      |       |
| 21  | 82 | Jakub Smrž           | Budweiser budvar elit hanus | Honda        | 19   | +1:24.629 | 25      |       |
| 22  | 22 | Pablo Nieto          | Festina-Derbi               | Derbi        | 19   | +1:26.068 | 27      |       |
| 23  | 84 | Igor Kalab           | AMK Ravena-ZS               | Honda        | 19   | +1:26.406 | 26      |       |

### Ritirati
| Nº | Pilota            | Squadra              | Motocicletta | Giri | Griglia |
| -- | ----------------- | -------------------- | ------------ | ---- | ------- |
| 15 | Roberto Locatelli | Vasco Rossi Racing   | Aprilia      | 18   | 1       |
| 81 | Jaroslav Huleš    | PRD Italjet          | Italjet      | 15   | 19      |
| 1  | Kazuto Sakata     | M.T.P. - Team Pileri | Honda        | 12   | 13      |
| 12 | Randy de Puniet   | Scrab Competition    | Aprilia      | 4    | 16      |

### Non qualificati
| Nº | Pilota          | Moto    |
| -- | --------------- | ------- |
| 83 | Michal Březina  | Honda   |
| 54 | Manuel Poggiali | Aprilia |